# Alexander Peya
Alexander Peya (Wenen, 27 juni 1980) is een Oostenrijks tennisser en prof sinds 1998. Hij is de laatste jaren voornamelijk actief in het herendubbel.
Peya heeft al zestien ATP-toernooien in het dubbelspel gewonnen. Ook heeft hij vijf challengers in het enkelspel en 28 challengers in het dubbelspel op zijn naam staan.

## Palmares
| Legenda                       | Legenda               |
| ----------------------------- | --------------------- |
| Grand Slam                    |                       |
| Olympische Spelen             |                       |
| tot 2009                      | vanaf 2009            |
| Tennis Masters Cup            | ATP Finals            |
| ATP Masters Series            | ATP Tour Masters 1000 |
| ATP International Series Gold | ATP Tour 500          |
| ATP International Series      | ATP Tour 250          |

### Dubbelspel
| Nr.                            | Datum             | Toernooi                 | Ondergrond    | Partner            | Tegenstanders in finale               | Score                   | Details |
| ------------------------------ | ----------------- | ------------------------ | ------------- | ------------------ | ------------------------------------- | ----------------------- | ------- |
| Gewonnen finales herendubbel   |                   |                          |               |                    |                                       |                         |         |
| 1.                             | 24 juli 2011      | ATP Hamburg              | Gravel        | Oliver Marach      | František Čermák Filip Polášek        | 6-4, 6-1                | Details |
| 2.                             | 14 januari 2012   | ATP Auckland             | Hardcourt     | Oliver Marach      | František Čermák Filip Polášek        | 6-3, 6-2                | Details |
| 3.                             | 30 september 2012 | ATP Kuala Lumpur         | Hardcourt (i) | Bruno Soares       | Colin Fleming Ross Hutchins           | 5-7, 7-5, [10-7]        | Details |
| 4.                             | 7 oktober 2012    | ATP Tokio                | Hardcourt     | Bruno Soares       | Leander Paes Radek Štěpánek           | 6-3, 7-6(5)             | Details |
| 5.                             | 28 oktober 2012   | ATP Valencia (1)         | Hardcourt (i) | Bruno Soares       | David Marrero Fernando Verdasco       | 6-3, 6-2                | Details |
| 6.                             | 17 februari 2013  | ATP São Paulo            | Gravel (i)    | Bruno Soares       | František Čermák Michal Mertiňák      | 6-7(5), 6-2, [10-7]     | Details |
| 7.                             | 28 april 2013     | ATP Barcelona            | Gravel        | Bruno Soares       | Robert Lindstedt Daniel Nestor        | 5-7, 7-6(7), [10-4]     | Details |
| 8.                             | 22 juni 2013      | ATP Eastbourne           | Gras          | Bruno Soares       | Colin Fleming Jonathan Murray         | 3-6, 6-3, [10-8]        | Details |
| 9.                             | 11 augustus 2013  | ATP Montreal/Toronto (1) | Hardcourt     | Bruno Soares       | Colin Fleming Andy Murray             | 6-4, 7-6(4)             | Details |
| 10.                            | 27 oktober 2013   | ATP Valencia (2)         | Hardcourt (i) | Bruno Soares       | Bob Bryan Mike Bryan                  | 7-6(3), 6-7(1), [13-11] | Details |
| 11.                            | 15 juni 2014      | ATP Londen               | Gras          | Bruno Soares       | Jamie Murray John Peers               | 4-6, 7-6(4), [10-4]     | Details |
| 12.                            | 10 augustus 2014  | ATP Montreal/Toronto (2) | Hardcourt     | Bruno Soares       | Ivan Dodig Marcelo Melo               | 6-4, 6-3                | Details |
| 13.                            | 3 mei 2015        | ATP München              | Gravel        | Bruno Soares       | Mischa Zverev Alexander Zverev        | 4-6, 6-1, [10-5]        | Details |
| 14.                            | 1 november 2015   | ATP Bazel                | Hardcourt (i) | Bruno Soares       | Jamie Murray John Peers               | 7-5, 7-5                | Details |
| 15.                            | 1 oktober 2017    | ATP Shenzhen             | Hardcourt     | Rajeev Ram         | Nikola Mektić Nicholas Monroe         | 6-3, 6-2                | Details |
| 16.                            | 14 april 2018     | ATP Marrakesh            | Gravel        | Nikola Mektić      | Benoît Paire Édouard Roger-Vasselin   | 7-5, 3-6, [10-7]        | Details |
| 17.                            | 13 mei 2018       | ATP Madrid               | Gravel        | Nikola Mektić      | Bob Bryan Mike Bryan                  | 5-3, opgave             | Details |
| Verloren finales herendubbel   |                   |                          |               |                    |                                       |                         |         |
| 1.                             | 27 juli 2003      | ATP Kitzbühel            | Gravel        | Jürgen Melzer      | Martin Damm Cyril Suk                 | 4-6, 4-6                | Details |
| 2.                             | 7 mei 2006        | ATP München              | Gravel        | Björn Phau         | Andrei Pavel Alexander Waske          | 4-6, 2-6                | Details |
| 3.                             | 11 oktober 2008   | ATP Wenen                | Hardcourt (i) | Philipp Petzschner | Maks Mirni Andy Ram                   | 1-6, 5-7                | Details |
| 4.                             | 27 februari 2011  | ATP Delray Beach         | Hardcourt     | Christopher Kas    | Scott Lipsky Rajeev Ram               | 6-4, 4-6, [3-10]        | Details |
| 5.                             | 1 mei 2011        | ATP Belgrado             | Gravel        | Oliver Marach      | František Čermák Filip Polášek        | 2-6, 4-6                | Details |
| 6.                             | 31 juli 2011      | ATP Gstaad               | Gravel        | Christopher Kas    | František Čermák Filip Polášek        | 3-6, 6-7(7)             | Details |
| 7.                             | 27 augustus 2011  | ATP Winston-Salem        | Hardcourt     | Christopher Kas    | Jonathan Erlich Andy Ram              | 6-7(2), 4-6             | Details |
| 8.                             | 15 juli 2012      | ATP Båstad               | Gravel        | Bruno Soares       | Robert Lindstedt Horia Tecău          | 3-6, 6-7(5)             | Details |
| 9.                             | 12 mei 2013       | ATP Madrid               | Gravel        | Bruno Soares       | Bob Bryan Mike Bryan                  | 2-6, 3-6                | Details |
| 10.                            | 16 juni 2013      | ATP Londen               | Gras          | Bruno Soares       | Bob Bryan Mike Bryan                  | 6-4, 5-7, [3-10]        | Details |
| 11.                            | 21 juli 2013      | ATP Hamburg              | Gravel        | Bruno Soares       | Mariusz Fyrstenberg Marcin Matkowski  | 6-3, 1-6, [8-10]        | Details |
| 12.                            | 8 september 2013  | US Open                  | Hardcourt     | Bruno Soares       | Leander Paes Radek Štěpánek           | 1-6, 3-6                | Details |
| 13.                            | 3 november 2013   | ATP Parijs               | Hardcourt (i) | Bruno Soares       | Bob Bryan Mike Bryan                  | 3-6, 3-6                | Details |
| 14.                            | 4 januari 2014    | ATP Doha                 | Hardcourt     | Bruno Soares       | Tomáš Berdych Jan Hájek               | 2-6, 4-6                | Details |
| 15.                            | 11 januari 2014   | ATP Auckland             | Hardcourt     | Bruno Soares       | Julian Knowle Marcelo Melo            | 6-4, 3-6, [5-10]        | Details |
| 16.                            | 16 maart 2014     | ATP Indian Wells         | Hardcourt     | Bruno Soares       | Bob Bryan Mike Bryan                  | 4-6, 3-6                | Details |
| 17.                            | 21 juni 2014      | ATP Eastbourne           | Gras          | Bruno Soares       | Treat Huey Dominic Inglot             | 5-7, 7-5, [8-10]        | Details |
| 18.                            | 20 juli 2014      | ATP Hamburg              | Gravel        | Bruno Soares       | Marin Draganja Florin Mergea          | 4-6, 5-7                | Details |
| 19.                            | 14 juni 2015      | ATP Stüttgart            | Gras          | Bruno Soares       | Rohan Bopanna Florin Mergea           | 7-5, 2-6, [7-10]        | Details |
| 20.                            | 27 september 2015 | ATP Sint-Petersburg      | Hardcourt (i) | Julian Knowle      | Treat Huey Henri Kontinen             | 5-7, 3-6                | Details |
| 21.                            | 9 januari 2016    | ATP Doha                 | Hardcourt     | Philipp Petzschner | Feliciano López Marc López            | 4-6, 3-6                | Details |
| 22.                            | 14 februari 2016  | ATP Rotterdam            | Hardcourt (i) | Philipp Petzschner | Nicolas Mahut Vasek Pospisil          | 6-7(2), 4-6             | Details |
| 23.                            | 27 februari 2016  | ATP Acapulco             | Hardcourt     | Philipp Petzschner | Treat Huey Maks Mirni                 | 6-7(5), 3-6             | Details |
| 24.                            | 19 juni 2016      | ATP Halle                | Gras          | Łukasz Kubot       | Raven Klaasen Rajeev Ram              | 6-7(5), 2-6             | Details |
| 25.                            | 24 juli 2016      | ATP Washington           | Hardcourt     | Łukasz Kubot       | Daniel Nestor Edouard Roger-Vasselin  | 6-7(3), 6-7(4)          | Details |
| 26.                            | 30 april 2017     | ATP Barcelona            | Gravel        | Philipp Petzschner | Florin Mergea Aisam-ul-Haq Qureshi    | 4-6, 3-6                | Details |
| 27.                            | 11 februari 2018  | ATP Sofia                | Hardcourt (i) | Nikola Mektić      | Robin Haase Matwé Middelkoop          | 7-5, 4-6, [4-10]        | Details |
| 28.                            | 24 februari 2018  | ATP Rio de Janeiro       | Gravel        | Nikola Mektić      | David Marrero Fernando Verdasco       | 7-5, 5-7, [8-10]        | Details |
| 29.                            | 6 mei 2018        | ATP München              | Gravel        | Nikola Mektić      | Ivan Dodig Rajeev Ram                 | 3-6, 5-7                | Details |
| Gewonnen finales gemengddubbel |                   |                          |               |                    |                                       |                         |         |
| 1.                             | 15 juli 2018      | Wimbledon                | Gras          | Nicole Melichar    | Jamie Murray Viktoryja Azarenka       | 7-6(1), 6-3             | Details |
| Gewonnen finales challengers   |                   |                          |               |                    |                                       |                         |         |
| 1.                             | 8 augustus 1999   | Nettingsdorf             | Gravel        | Georg Blumauer     | Marcelo Charpentier Jose Frontera     | 6-7(4), 6-3, 7-6(3)     |         |
| 2.                             | 3 maart 2002      | Ho Chi Minh              | Hardcourt     | Amir Hadad         | Jaymon Crabb Peter Luczak             | 7-6(2), 7-5             |         |
| 3.                             | 20 juli 2003      | Togliatti                | Hardcourt     | Jun Kato           | Rodolphe Cadart Benjamin Cassaigne    | 7-6(7), 6-4             |         |
| 4.                             | 7 september 2003  | Brasov                   | Gravel        | Rogier Wassen      | Leonardo Azzaro Stefano Galvani       | 6-2, 6-4                |         |
| 5.                             | 7 december 2003   | Ischgl                   | Tapijt (i)    | Julian Knowle      | Gianluca Bazzica Massimo Dell'Acqua   | 6-2, 6-3                |         |
| 6.                             | 15 augustus 2004  | Graz                     | Hardcourt     | Julian Knowle      | Emilio Benfele Alvarez Josh Goffi     | 6-4, 6-2                |         |
| 7.                             | 6 februari 2005   | Wolfsburg                | Tapijt (i)    | Philipp Petzschner | Aisam-ul-Haq Qureshi Lovro Zovko      | 6-2, 6-4                |         |
| 8.                             | 10 april 2005     | Tallahassee              | Hardcourt     | Robert Lindstedt   | Goran Dragicevic Mirko Pehar          | 6-2, 7-5                |         |
| 9.                             | 31 juli 2005      | Valladolid               | Hardcourt     | Matwé Middelkoop   | Jasper Smit Stefan Wauters            | 7-6(7), 6-3             |         |
| 10.                            | 14 augustus 2005  | Graz                     | Hardcourt     | Julian Knowle      | Johan Landsberg Jean-Claude Scherrer  | 3-6, 6-1, 6-2           |         |
| 11.                            | 30 oktober 2005   | Seoul                    | Hardcourt     | Björn Phau         | Rik De Voest Łukasz Kubot             | 0-6, 6-4, [10-7]        |         |
| 12.                            | 23 april 2006     | Cardiff                  | Hardcourt (i) | Philipp Petzschner | Filip Prpic Bjorn Rehnquist           | 4-6, 6-3, [10-7]        |         |
| 13.                            | 30 juli 2006      | Togliatti                | Hardcourt     | Uros Vico          | Alexey Kedryuk Orest Tereshchuk       | 6-4, 6-4                |         |
| 14.                            | 5 november 2006   | Seoul                    | Hardcourt     | Björn Phau         | Florin Mergea Danai Udomchoke         | 6-4, 6-2                |         |
| 15.                            | 12 november 2006  | Busan                    | Hardcourt     | Björn Phau         | Sanchai Ratiwatana Sonchat Ratiwatana | 6-7(3), 6-3, [10-6]     |         |
| 16.                            | 25 februari 2007  | Besançon                 | Hardcourt (i) | Christopher Kas    | Grégory Carraz Gilles Müller          | 6-4, 6-4                |         |
| 17.                            | 4 maart 2007      | Wolfsburg                | Tapijt (i)    | Lars Uebel         | Josh Goodall Jan Merti                | 6-4, 6-4                |         |
| 18.                            | 4 november 2007   | Aken                     | Tapijt (i)    | Philipp Petzschner | Dominik Meffert Mischa Zverev         | 6-3, 6-2                |         |
| 19.                            | 11 november 2007  | Eckental                 | Tapijt (i)    | Philipp Petzschner | Philipp Marx Lars Uebel               | 6-3, 6-4                |         |
| 20.                            | 24 februari 2008  | Besançon                 | Hardcourt (i) | Philipp Petzschner | Yves Allegro Horia Tecău              | 6-3, 6-1                |         |
| 21.                            | 8 juni 2008       | Furth                    | Hardcourt (i) | Philipp Marx       | Daniel Köllerer Frank Moser           | 6-3, 6-3                |         |
| 22.                            | 3 mei 2009        | Tenerife                 | Hardcourt     | Philipp Petzschner | James Auckland Josh Goodall           | 6-2, 3-6, [10-4]        |         |
| 23.                            | 8 november 2009   | Eckental                 | Tapijt (i)    | Michael Kohlmann   | Philipp Marx Igor Zelenay             | 6-4, 7-6(4)             |         |
| 24.                            | 16 mei 2010       | Busan                    | Hardcourt     | Rameez Junaid      | Pierre-Ludovic Duclos Tsung-Hua Yaang | 6-4, 7-5                |         |
| 25.                            | 23 mei 2010       | Cremona                  | Hardcourt     | Martin Slanar      | Rik De Voest Izak van der Merwe       | 7-5, 7-5                |         |
| 26.                            | 21 november 2010  | Salzburg                 | Hardcourt (i) | Martin Slanar      | Rameez Junaid Frank Moser             | 7-6(1), 6-3             |         |
| 27.                            | 17 april 2011     | Johannesburg             | Hardcourt     | Michael Kohlmann   | Andre Begemann Matthew Ebden          | 6-2, 6-2                |         |
| 28.                            | 28 maart 2018     | Irving                   | Hardcourt     | Philipp Petzschner | Radu Albot Matthew Ebden              | 6-2, 6-4                |         |

## Prestatietabellen
| Legenda | Legenda                          |
| ------- | -------------------------------- |
| g.t.    | geen toernooi gehouden           |
| l.c.    | lagere categorie                 |
| –       | niet deelgenomen                 |
| G       | uitgeschakeld in de groepsfase   |
| 1R      | uitgeschakeld in de eerste ronde |
| 2R      | uitgeschakeld in de tweede ronde |
| 3R      | uitgeschakeld in de derde ronde  |
| 4R      | uitgeschakeld in de vierde ronde |
| KF      | uitgeschakeld in de kwartfinale  |
| HF      | uitgeschakeld in de halve finale |
| F       | de finale verloren               |
| W       | het toernooi gewonnen            |
| w-v     | winst/verlies-balans             |

### Prestatietabel enkelspel
| Grandslamtoernooien |    |   |    |    |    |    |
| Australian Open     | –  | – | –  | –  | –  | –  |
| Roland Garros       | 1R | – | –  | 1R | –  | –  |
| Wimbledon           | 2R | – | 1R | 1R | 1R | 1R |
| US Open             | 3R | – | –  | –  | –  | –  |

### Prestatietabel dubbelspel
| Grandslamtoernooien   |      |               |               |               |       |               |               |               |       |               |               |               |       |               |               |         |
| Australian Open       | –    | –             | –             | 1R            | 2R    | 2R            | –             | 1R            | 1R    | 2R            | 3R            | 2R            | 1R    | 1R            | 2R            | 7-11    |
| Roland Garros         | 3R   | –             | KF            | 1R            | 1R    | 1R            | –             | 3R            | 2R    | HF            | 2R            | KF            | HF    | 1R            | HF            | 23-13   |
| Wimbledon             | –    | 2R            | 2R            | 3R            | KF    | 2R            | –             | HF            | 1R    | 3R            | KF            | KF            | 1R    | 2R            |               | 21-12   |
| US Open               | 2R   | –             | 2R            | 1R            | 1R    | 1R            | –             | 1R            | KF    | F             | KF            | 1R            | KF    | 1R            |               | 16-12   |
| Winst-verlies         | 3-2  | 1-1           | 5-3           | 2-4           | 4-4   | 2-4           | 0-0           | 6-4           | 4-4   | 12-4          | 9-4           | 7-4           | 7-4   | 1-4           | 5-2           | 67-48   |
| Tennis Masters Cup    |      |               |               |               |       |               |               |               |       |               |               |               |       |               |               |         |
| ATP World Tour Finals | –    | –             | –             | –             | –     | –             | –             | –             | –     | HF            | G             | –             | –     | –             | G             | 3-4     |
| ATP Masters 1000      |      |               |               |               |       |               |               |               |       |               |               |               |       |               |               |         |
| Indian Wells          | –    | –             | –             | –             | –     | –             | –             | –             | 2R    | HF            | F             | 1R            | –     | 1R            | 1R            | 8-6     |
| Miami                 | –    | –             | –             | –             | –     | –             | –             | –             | 2R    | 1R            | KF            | –             | KF    | KF            | KF            | 9-6     |
| Monte Carlo           | –    | –             | –             | –             | –     | –             | –             | –             | KF    | 2R            | KF            | KF            | 2R    | 1R            | –             | 5-6     |
| Madrid                | –    | –             | –             | –             | –     | –             | –             | –             | 1R    | F             | KF            | 1R            | KF    | 1R            | W             | 10-6    |
| Hamburg               | –    | –             | –             | –             | –     | l.c.          | l.c.          | l.c.          | l.c.  | l.c.          | l.c.          | l.c.          | l.c.  | l.c.          | l.c.          | 0-0     |
| Rome                  | –    | –             | –             | –             | –     | –             | –             | –             | 2R    | 2R            | 2R            | 2R            | 2R    | –             | 1R            | 0-6     |
| Montréal/Toronto      | –    | –             | –             | –             | –     | –             | –             | –             | –     | W             | W             | HF            | 1R    | –             |               | 10-2    |
| Cincinnati            | –    | –             | –             | –             | –     | –             | –             | –             | –     | KF            | KF            | 2R            | 1R    | –             |               | 3-4     |
| Shanghai              | l.c. | l.c.          | l.c.          | l.c.          | l.c.  | –             | –             | 2R            | 2R    | –             | KF            | 1R            | –     | –             |               | 2-4     |
| Parijs                | –    | –             | –             | –             | –     | –             | –             | KF            | KF    | F             | 2R            | 2R            | –     | –             |               | 6-5     |
| Olympische Spelen     |      |               |               |               |       |               |               |               |       |               |               |               |       |               |               |         |
| Olympische Spelen     | –    | geen toernooi | geen toernooi | geen toernooi | –     | geen toernooi | geen toernooi | geen toernooi | 2R    | geen toernooi | geen toernooi | geen toernooi | KF    | geen toernooi | geen toernooi | 3-2     |
| Statistieken          |      |               |               |               |       |               |               |               |       |               |               |               |       |               |               |         |
| Totaal aantal titels  | 0    | 0             | 0             | 0             | 0     | 0             | 0             | 1             | 4     | 5             | 2             | 2             | 0     | 1             | 1             | 16      |
| Totaal winst-verlies  | 6-6  | 1-2           | 7-9           | 11-14         | 14-12 | 14-16         | 2-3           | 36-23         | 36-24 | 56-20         | 43-27         | 38-27         | 35-25 | 22-24         | 27-13         | 358-257 |
| Eindejaarsranking     | 95   | 98            | 52            | 62            | 49    | 73            | 103           | 18            | 22    | 4             | 10            | 24            | 23    | 54            |               |         |